# 취임 선서
취임 선서(就任宣誓, 영어: Oath of office)는 공직에 취임할 때 하는 선서이다.

## 대한민국
대한민국 헌법 제69조는 대한민국 대통령의 취임선서를 다음과 같이 규정하고 있다.
대통령은 취임에 즈음하여 다음의 선서를 한다. "나는 헌법을 준수하고 국가를 보위하며 조국의 평화적 통일과 국민의 자유와 복리의 증진 및 민족문화의 창달에 노력하여 대통령으로서의 직책을 성실히 수행할 것을 국민 앞에 엄숙히 선서합니다."

## 미국
미국 대통령은 미국 헌법 1조 2항 8절에 의해 다음의 선서를 한다.
I, <이름>, do solemnly swear (or affirm) that I will faithfully execute the Office of President of the United States, and will to the best of my ability, preserve, protect and defend the Constitution of the United States. So help me God.

판사앞에서 행한다. 일반적인 취임식에서는 대법원장이다.